# Riževe terase Longšeng
Riževe terase Longdži (»Zmajeva hrbtenica Loong«) (poenostavljeno kitajsko: 龙脊梯田; tradicionalno kitajsko: 龍脊梯田; pinjin: lóngjǐ tītián), imenovane tudi riževe terase Longšeng (»Zmajeva zmaga«) (poenostavljeno kitajsko: 龙胜梯田; tradicionalno kitajsko: 龍勝梯田; pinjin: lóngshèng tītián), so v mestu Longdži v avtonomnem okrožju Longšeng, približno 100 kilometrov od Guilina na Kitajskem.
Terasasta polja so zgrajena vzdolž pobočja, ki se vije od reke do vrha gore, med 600 in 1100 metri nadmorske višine, največji naklon terasastih polj pa lahko doseže 50°. Vijugasta terasasta linija, ki se začne od vznožja gore do vrha, deli goro na plasti vode spomladi, plasti zelenih riževih poganjkov poleti, plasti riža jeseni in plasti slane pozimi. Riževe terase Longšeng, zgrajene v času dinastije Ming in dokončane v zgodnji dinastiji Čing, imajo več kot 650 let dolgo zgodovino.
Terasasta riževa polja Longšeng so dobila ime, ker riževe terase spominjajo na luske zmaja loong, vrh gorovja pa je videti kot hrbtenica zmaja.
V začetku junija se voda prečrpa čez riževa polja, mlade rastline pa se posadijo na glavne terase.

## Opis
Riževe terase Longšeng so pravzaprav skupina riževih teras. Od vzhoda proti zahodu jih lahko razdelimo na tri dele: terasasta polja Džinkeng Red Jao, terasasta polja Pingan DŽuang in kulturna terasasta polja Longdži Stara vas. Med temi tremi mesti sta prvi dve osrednji in najlepši del riževih teras Longšeng. Terasasta polja obdelujeta dve avtohtoni etnični skupnosti – ljudstvo Džuang in ljudstvo Jao. V zadnjih letih etnične vasi na teh območjih privabljajo vse več turistov zaradi svojih edinstvenih etničnih običajev in tradicionalnih bivališč.
Terasasta polja Džinkeng Red Jao ali preprosto terase Džinkeng sestavlja pet majhnih vasi, v katerih živijo predvsem pripadniki ljudstva Red Jao: vas Dadžai ob vznožju gore, vas Džuangdžje na pobočju gore in vas Tiantou na vrhu gore. Oblika teras je podobna naravno oblikovani vdolbini. Veličastna pokrajina je razlog, zakaj so terase Džinkeng najbolj priljubljena lokacija za fotografe, večina fotografij riževih teras Longšeng je posnetih od tu.
Terasasta polja Pingan Džuang, ki so v vasi Pingan, običajno imenovana Pinganske terase, so najbolj urejena turistična destinacija od vseh treh. Slikovita lokacija je opremljena z restavracijami, hoteli, bari in celo kavarnami. Prebivalci tega območja so večinoma pripadniki ljudstva Džuang.
Kulturna točka stare vasi Longdži s terasastimi polji ima največ zgodovinskih prizorov. Stara vas Džuang ima najbolje ohranjeno arhitekturo ljudstva Džuang na kolih na Kitajskem. V vasi je le pet starih hiš, najstarejša pa je bila zgrajena v času dinastije Čing in ima 150-letno zgodovino.

## Galerija
- Riževa terasa Dadžai
- Pingan, kot ga vidimo z Džju long vu hu
- riževe terase Longšeng
- V novembru